# Chiesa di San Bartolomeo (Borgo Chiese)
La chiesa di San Bartolomeo è la parrocchiale a Brione, frazione di Borgo Chiese in Trentino. Fa parte della zona pastorale delle Giudicarie dell'arcidiocesi di Trento e risale al XIV secolo.

## Storia

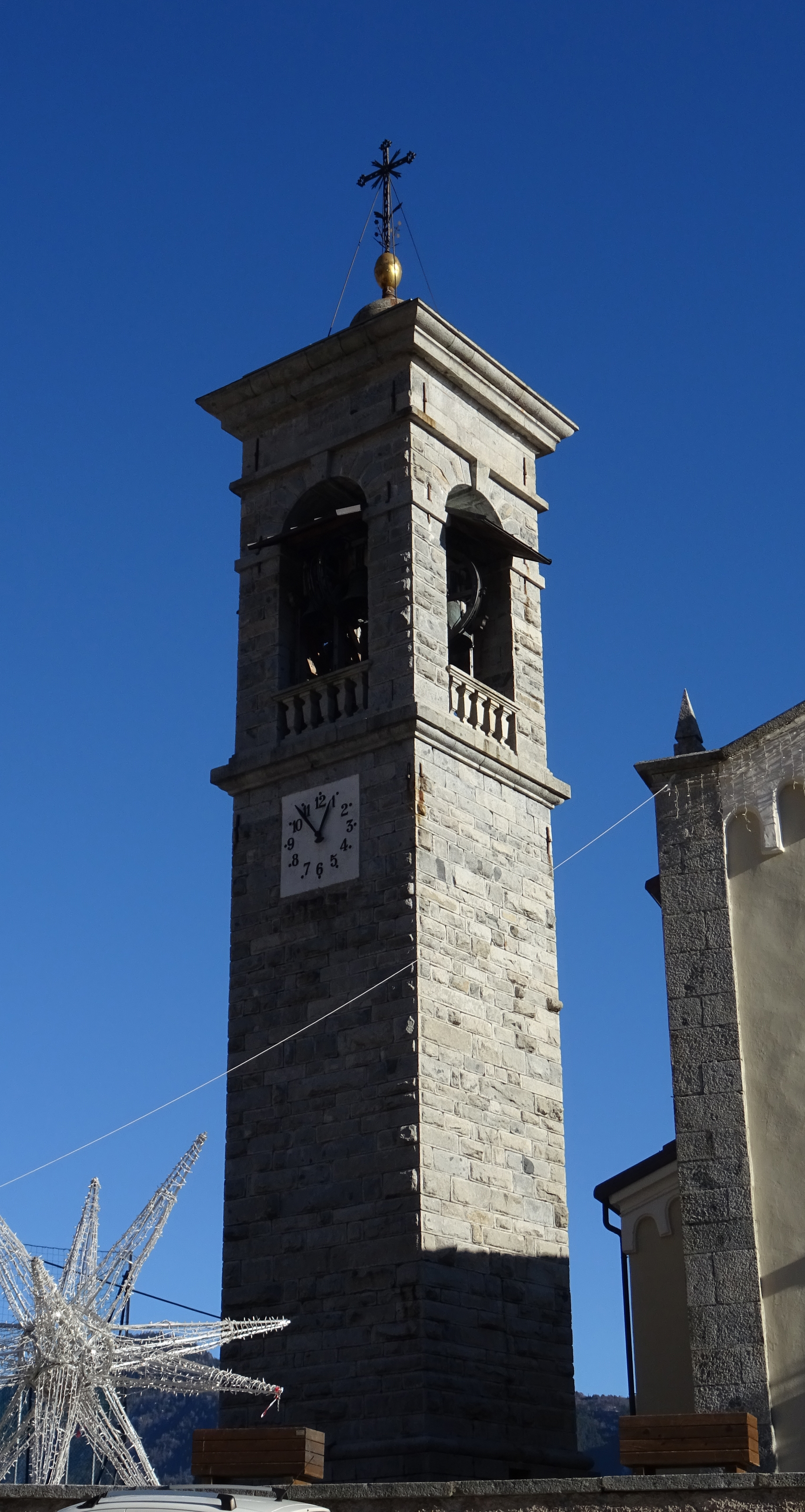
Campanile

La prima citazione della chiesa di Brione è del 1325, ed in quel tempo era intitolata a San Tommaso.
Nel XVI secolo la prima costruzione con ogni probabilità venne demolita e ne fu ricostruita una nuova, che nel 1524 venne consacrata e dedicata a San Bartolomeo.
Ottenne dignità curiaziale nel 1660, come sussidiaria della pieve di Condino.
Attorno alla metà del XIX secolo venne eretta la nuova torre campanaria, e si trattò quasi certamente della sostituzione di quella originaria utilizzata sino a quel momento, inoltre l'edificio venne ristrutturato secondo i dettami neoromanici.
Il XX secolo vide, durante il primo conflitto mondiale, l'asportazione delle campane della chiesa operato dai militari italiani. Queste vennero riportate in sito con la fine delle ostilità.
Ottenne dignità parrocchiale nel 1962 e poco dopo iniziò un ciclo di lavori e restauri che continua anche in tempi recenti. Venne installato un impianto per il riscaldamento, fu riparata la copertura, vennero rifatti intonaci e si eseguì una ritinteggiatura su tutto l'edificio. 
Si sostituì il portone principale, si apportarono i necessari adeguamenti liturgici, vennero restaurati gli arredi nella navata, in particolare dell'altar maggiore e la torre campanaria venne stabilizzata dal punto di vista strutturale.
L'adeguamento liturgico è stato realizzato negli anni settanta ed ha comportato l'inserimento della mensa rivolta al popolo nella parte del presbiterio, la sistemazione dell'ambone. L'altare maggiore storico è stato mantenuto col proprio tabernacolo per la custodia eucaristica.

## Descrizione

### Esterni
Il tempio si trova nella parte orientale dell'abitato di Condino in posizione leggermente più bassa e mostra orientamento tradizionale verso est. La facciata a capanna con due spioventi è delimitata da due pilastri in granito. Il portale è racchiuso da un profilo leggermente sporgente che ripete il motivo della facciata. La torre campanaria si trova a lato della chiesa, separato e sulla sinistra. La cella si apre con quattro finestre a monofora.

### Interni
La navata interna è unica e suddivisa in tre campate. La cantoria è posta nella controfacciata. Il presbiterio è leggermente elevato.